# Bembidion abbreviatum
Bembidion abbreviatum es una especie de escarabajo del género Bembidion, categorizada en la tribu Bembidiini, de la subfamilia Trechinae.

## Distribución
Se distribuye por Afganistán, China, India, Irán, Kirguistán, Pakistán, Tayikistán, Turquía y Uzbekistán.

## Taxonomía
Fue descrita por Solsky en 1874.
Taxón infraespecífico
- Bembidion (Peryphus) abbreviatum abbreviatum Solsky, 1874.[2]
- Bembidion (Peryphus) abbreviatum longicrum De Monte, 1956.[2]
- Bembidion (Peryphus) abbreviatum pulpani Fassati, 1955.[2]
- Bembidion (Peryphus) abbreviatum uvidum Andrewes, 1924.[2]